# 1877 en rugby à XV
Cette page présente les faits marquants de l'année 1877 en rugby à XV : les principaux évènements liés au rugby à XV ainsi que les naissances et décès de grandes personnalités de ce sport.

## Événements
De nouvelles règles du rugby sont publiées en 1877 : Laws of the Rugby Football Union.

### Février
- 5 février : l'Angleterre bat l'Irlande à The Oval sur le score de 8 à 0[1].

### Mars
- 5 mars : l'Écosse s'adjuge la Calcutta Cup en battant l'Angleterre dans l'arène de Raeburn Place sur le score de 3 à 0[2].

## Naissances
- 10 mars : Émile Sarrade, joueur de rugby à XV et tireur à la corde français. († 14 octobre 1953).
- 12 avril : George Gillett, joueur de rugby à XV néo-zélandais. († 12 septembre 1956).